# Du Quý phi
Du Quý phi Hải thị (chữ Hán: 愉貴妃海氏; 16 tháng 6 năm 1714 - 9 tháng 7 năm 1792), là một phi tần của Thanh Cao Tông Càn Long Hoàng đế. Bà được biết đến là sinh mẫu của Vinh Thuần Thân vương Vĩnh Kỳ.

## Cuộc đời

### Đại Thanh tần phi
Du Quý phi Hải thị sinh ngày 4 tháng 5 (âm lịch) vào năm Khang Hi thứ 53 (1714), phụ thân là Viên ngoại lang Ngạch Nhĩ Cát Đồ (额尔吉图). Thông tin gia tộc của bà còn mơ hồ, chỉ biết kỳ tịch của bà là Mông Cổ Tương Lam kỳ, người Nam Uyển Hải Tử, gia tộc gọi là "Kha Lý Diệp Đặc thị" (珂里叶特氏), qua thư tịch Hán là "Hải Giai thị" (海佳氏) hay "Hải thị". Bà vào hầu Càn Long Đế khi ông còn là Bảo Thân vương, vị phân là Cách cách, tức hàng thiếp hầu có địa vị thấp trong phủ để.
Năm Ung Chính thứ 13 (1735), ngày 3 tháng 9 (âm lịch), Bảo Thân vương Hoằng Lịch đăng cơ, tức [Càn Long Đế].
Sang ngày 24 tháng 9 (âm lịch) cùng năm, Hoàng đế đại phong phi tần, Cách cách Hải thị được phong làm Thường tại, phiên âm họ của bà trong văn bản thời Càn Long đều là họ Hải, do đó bà được gọi là [Hải Thường tại; 海常在], là bậc gần cuối của hàng ngự thiếp, chỉ trên Đáp ứng. Bấy giờ, tước vị của bà cùng Trần Thường tại là thấp nhất trong số các phi tần đã theo hầu Càn Long Đế từ Tiềm để. Năm Càn Long nguyên niên (1736), lại thăng Quý nhân.
Năm Càn Long thứ 6 (1741), ngày 7 tháng 2 (âm lịch), Hải thị sinh hạ Ngũ a ca Vĩnh Kỳ tại Vĩnh Hòa cung. Ngày 13 tháng 2 (âm lịch) cùng năm, chiếu tấn Du tần (愉嫔). Theo Hồng xưng thông dụng, "Du" có Mãn văn là 「Hebengge」, nghĩa là "hòa thuận", "thuận theo", "thỏa hiệp". Tháng 11 năm ấy, lấy Lễ bộ Thượng thư Nhậm Lan Chi (任兰枝) làm Chính sứ, Nội các Học sĩ Xuân Sơn (春山) làm Phó sứ, hành tấn phong lễ. Năm thứ 10 (1745), ngày 23 tháng 1, Càn Long Đế Càn Long Đế chỉ dụ thăng Quý phi Cao thị làm Hoàng quý phi, đồng thời gia ân hậu cung. Nhàn phi Na Lạp thị cùng Thuần phi Tô thị tấn phong Quý phi, Quý nhân Ngụy thị lên Tần, Du tần Hải thị được sắc phong làm Phi, tức Du phi (愉妃). Lúc này cùng có vị Phi là Gia phi Kim thị - người hạ sinh Hoàng tứ tử Vĩnh Thành. Ngày 17 tháng 11 (âm lịch) cùng năm ấy, mệnh Lễ bộ Thượng thư Lai Bảo (来保) làm Chính sứ, Công bộ Tả thị lang Tác Trụ (索柱) làm Phó sứ, hành sắc phong lễ.

### Địa vị đứng đầu
Khi ấy, con trai duy nhất của bà là Ngũ a ca Vĩnh Kỳ rất thông minh, đa tài đa nghệ, được Càn Long Đế xem trọng và đánh giá là đứa con tài giỏi nhất mà mình có được. Năm Càn Long thứ 30 (1765), tháng 11, Ngũ a ca Vĩnh Kỳ được Càn Long Đế tấn phong làm Hòa Thạc Vinh Thân vương, nhưng chỉ ba tháng sau đó thì Vĩnh Kỳ cũng qua đời.
Sau khi Vĩnh Kỳ mất, con trai duy nhất là Hoàng tôn Miên Ức cũng do Hải thị chăm sóc và chiếu cố. Ngoài ra trong năm Càn Long, con gái cả Huyện quân của Vĩnh Kỳ qua đời, con gái duy nhất Tiểu cách cách được an bài bên phòng cạnh Đoan Tắc môn (耑則門), lại còn ra chỉ dụ đích thân Hải thị cùng con dâu - Đích phúc tấn Tây Lâm Giác La thị của Vĩnh Kỳ - rất chiếu cố Tiểu cách cách.
Sau khi Lệnh Ý Hoàng quý phi Ngụy thị cùng Khánh Quý phi Lục thị qua đời, mặc dù chưa từng được lên "Quý phi", nhưng Hải thị vẫn thường là người đứng đầu các phi tần tham gia nhiều nghi thức trọng đại với vị trí cao nhất, như dâng cơm cho Sùng Khánh Hoàng thái hậu hoặc được đảm nhiệm Thân tàm lễ. Tuy nhiên việc "đứng đầu" này không đồng nghĩa Hải thị là "Chủ nội trị" như Hoàng hậu, do việc điều phối chính thức của hậu cung đều do Nội vụ phủ đảm trách, việc các hậu phi thực hiện phần nhiều đều là nghi thức (ví dụ dâng cơm lên Thái hậu), nên việc khuyết thiếu vị trí Hoàng hậu không đồng nghĩa với việc phi tần sẽ thay thế Hoàng hậu, và điều này cũng là thực trạng khi Lệnh Ý Hoàng quý phi còn sống. Rất nhiều nghi thức triều Thanh vốn đề cập việc Hoàng đế và Hoàng hậu đích thân chủ trì, nhưng cũng rất nhiều lần những lễ đó được phái thân vương (quan viên) và phi tần (mệnh phụ) thay thế, ví dụ "Thân tàm lễ" bên trên.

### Tặng làm Quý phi
Năm Càn Long thứ 57 (1792), ngày 21 tháng 5 (âm lịch), Du phi Hải thị qua đời, thọ 78 tuổi.
Sau khi Du phi Hải thị qua đời, kim quan tạm quàn tại Cát An sở (吉安所). Sang ngày 23 tháng 5 (âm lịch) cùng năm ấy, Càn Long Đế ra chỉ dụ tang lễ của Du phi lấy theo tang nghi của Khánh Cung Hoàng quý phi, khi qua đời là vị Quý phi, do đó có thể thấy Du phi là lấy lễ Quý phi mà an táng. Ngày 27 tháng 5 (âm lịch), giờ Dần, kim quan của Du Quý phi được đưa từ Cát An sở đến Tĩnh An trang tạm an. Ngày 2 tháng 6 (âm lịch), lần lượt cử hành Tế văn sơ thứ và đại tế. Trong tế văn của hai lần này, Hải thị vẫn được giữ là Du phi, tuy nhiên vào Tế văn sau 100 ngày thì bà được Càn Long Đế nâng thành Quý phi trong lời văn tế, do vậy về sau bà được gọi là Du Quý phi (愉貴妃). Tất cả đều do Hoàng thập thất tử Vĩnh Lân cùng Lễ bộ Thị lang Thiết Bảo (铁保) chủ trì.
Năm Càn Long thứ 58 (1793), ngày 13 tháng 10 (âm lịch), phụng di kim quan của Du Quý phi từ Tĩnh An trang đến Dụ lăng, Thanh Đông lăng. Ngày 20 tháng 10 (âm lịch), làm lễ nhập táng Du Quý phi vào Phi viên tẩm.

## Trong văn hóa đại chúng
| Năm  | Phim truyền hình        | Diễn viên        | Nhân vật                 |
| 2011 | Tân Hoàn Châu cách cách | Trang Khánh Ninh | Du phi                   |
| 2018 | Như Ý truyện            | Trương Quân Ninh | Kha Lý Diệp Đặc Hải Lan  |
| 2018 | Diên Hi công lược       | Luyện Trác Mai   | Kha Lý Diệp Đặc A Nghiên |